# VOB
VOB (ang. Video Object) – kontener multimedialny wykorzystywany w formacie zapisu DVD-Video. Pliki kontenera mają rozszerzenie *.VOB, są numerowane kolejnymi liczbami i mają rozmiar maksymalnie 0,99 GiB. W formacie HD-DVD stosuje się rozszerzoną wersję kontenera VOB – EVO (ang. Enhanced VOB).

## Możliwości
Pliki *.VOB mogą zawierać:
- wideo – kodeki zgodne ze standardem MPEG-2;
- audio – kodeki zgodne z MPEG-1 Audio Layer II lub MPEG-2 Audio Layer II, jak również PCM, LPCM, Dolby Digital (AC-3), DTS i SDDS;
- napisy dialogowe;
- menu płyty.

## Odtwarzanie
Pliki z rozszerzeniem *.VOB mogą być odtwarzane zarówno przez odtwarzacz DVD, jak i na komputerze z odpowiednim oprogramowaniem. Większość programów od odtwarzania strumienia wideo – np. VLC media player, ALLPlayer, Media Player Classic – odczytuje pliki *.VOB.

## Szyfrowanie
Praktycznie każdy plik tego typu znajdujący się na komercyjnej płycie DVD-Video jest zaszyfrowany w celu zabezpieczenia jego zawartości przed kopiowaniem. Metoda zabezpieczenia nosi nazwę Content Scramble System (CSS) i polega na tym, że w normalnie niedostępnym obszarze dysku (ang. lead-in) przechowywane są klucze służące do deszyfrowania i uwierzytelnienia dysku. Jeśli płyta DVD-Video nie zostanie uwierzytelniona w napędzie przy pomocy programu deszyfrującego CSS, to próba dostępu do plików *.VOB zakończy się błędem. Natomiast, jeśli zostanie uwierzytelniona, to ww. pliki można skopiować na inny nośnik, ale w dalszym ciągu bez płyty, czyli kluczy znajdujących się na niej, nie można ich legalnie odszyfrować (choć obecnie nie jest to bardzo trudne).